# 세노촌
세노촌(瀬野村)은 히로시마현 아키군에 설치되었던 촌이다. 현재의 히로시마시 아키구의 일부에 해당한다.

## 역사
- 1889년 4월 1일 - 정촌제 시행에 의해 아키군 가미세노촌, 시모세노촌이 성립하였다.
- 1931년 4월 1일 - 가미세노촌, 시모세노촌이 합병해 세노촌이 성립하였다.
- 1956년 9월 30일 - 하타카촌, 나카노촌과 합병 세노가와정이 신설해 폐지되었다.

## 참고문헌
- 가도카와 일본 지명 대사전 34 広島県
- 『市町村名変遷辞典』東京堂出版、1990年。